# Кривотин
Кривоти́н (до 1939 року слобода) — село в Україні, у Звягельському районі Житомирської області. Населення становить 319 осіб. Входить до складу Ємільчинської селищної громади.

## Географія
Територія, на якій розташоване село знаходиться в межах Поліської низовини. Біля села починаються витоки річки Перга, що впадає в Уборть. У водоймах водиться плітка , окунь, пічкур та інші види риби. Середня висота над рівнем моря 213 м. Клімат помірно континентальний. За останні 10 років літо сухе, а зима м'яка.
Село межує на північному сході з Малим Кривотином, на південному сході з Яменець, на південному заході з Лебідь, на північному заході з Косяк.

## Історія
У 1906 році слобода Емільчинської волості Новоград-Волинського повіту Волинської губернії. Відстань від повітового міста 60 верст, від волості 25. Дворів 76, мешканців 539. Власність графа Уварова.
До жовтневого перевороту в Петрограді 1917 року мешканці слободи вільно здійснювали свої релігійні обряди в різних культових закладах. Православні в церкві Покрова Пресвятої Богородиці села М'яколовичі Емільчинської волості, римо-католики в костелі Воздвиження Святого Христа містечка Ушомира Житомирського повіту, а лютерани в Євангелічно-лютеранській кірсі містечка Емільчине.
5 листопада 1921 р. під час Листопадового рейду через Кривотин проходила Волинська група (командувач — Юрій Тютюнник) Армії Української Народної Республіки. Тут група затрималася на відпочинок.
Під час сталінських репресій проти українського народу в 30-і роки минулого століття органами НКВС безпідставно заарештовано і позбавлено волі на різні терміни 66 жителів села, з яких 31 чол. розстріляно. Нині всі постраждалі від тоталітарного режиму реабілітовані і їхні імена відомі: Біленький М. І., Беляк К. Л., Беляк П. Й., Беляк П.Й, Беляк П.Й, Беляк Т. П., Беляк Ф О., Висоцький А. С., Вільк М. Й., Вольф А. Ф., Галицький Й. К., Домбровський Б. С., Желізко В. К., Желізко Л. А., Желізко С. П., Желізко С. Ф., Желізко Ф. Е., Журавський В. В., Журавський К. І., Журавський С. Д., Журавський Т. Ф., Журавський Ф. Д., Журавський Ш. Д., Закревський В. Ф., Красновський І. В., Красновський М. А., Красновський П. В., Кучинський В. В., Лаговський І. М., Лейві Н. Й., Лісовська А. С., Лісовський Л. І., Лісовський Т. П., Лісовський Т. Ф., Метельська С. І., Мостович М. В., Мостович С. Й., Нецевич Г. Т., Нецевич П. Ф., Осінський І. А., Осінський Й. П., Островський А. К., Островський А. С., Островський В. К., Островський В. С., Островський Г. К., Островський Й. А., Островський К. Д., Островський К. Я., Островський Л. П., Островський О. М., Островський С. А., Островський Ф. К., Рафальська О. І., Рафальський А. К., Рудковський І. Ф., Рудницький А. Ф., Рудницький М. Ф., Свідерський С. П., Скобельський І. Ф., Скобельський Й. А., Скобельський М. В., Скобельський М. С., Скобельський Ф. В., Соколовська М. А., Томилко Ф. С.